# Jezus Maria Peszek
Jezus Maria Peszek – trzeci album studyjny polskiej piosenkarki Marii Peszek, który ukazał się 3 października 2012 roku nakładem wytwórni muzycznej Mystic Production.

## Ogólne informacje
Album został wyprodukowany przez Michała "Foxa" Króla, muzyka znanego m.in. z formacji 15 Minut Projekt, i Marię Peszek, którzy razem skomponowali też muzykę do każdego utworu. Wszystkie teksty napisała Maria Peszek. Na początku września opublikowany został zwiastun albumu, następnie zaprezentowano listę utworów, a dopiero ok. 2 tygodni przed premierą albumu ogłoszono tytuł i okładkę.
Część treści na płycie powstała na skutek załamania nerwowego, którego Peszek doświadczyła przed nagraniem albumu. Piosenkarka opowiedziała o swojej walce z chorobą w wywiadzie dla tygodnika Polityka we wrześniu 2012. Wyznanie to zostało opacznie odebrane przez polskie społeczeństwo i sprowokowało ataki w stronę piosenkarki. W tekstach płyta kwestionowała również takie tematy jak religijność, patriotyzm czy tradycyjne role społeczne. Wywołało to kontrowersje w bardziej konserwatywnych kręgach, a katolicki dziennikarz Tomasz Terlikowski określił artystkę jako "przenikniętą satanizmem". Utwór „Pan nie jest moim pasterzem” był wyraźną manifestacją ateizmu, który piosenkarka zadeklarowała również na łamach Tygodnika Powszechnego.
Wydanie płyty poprzedził we wrześniu singel „Padam”, a w listopadzie ukazał się teledysk „Ludzie psy”. Następną piosenką promującą album w stacjach radiowych została „Sorry Polsko”. Wszystkie utwory cieszyły się popularnością na liście Trójki. Ostatnim singlem została piosenka „Pan nie jest moim pasterzem” w czerwcu 2013.
Płyta Jezus Maria Peszek spotkała się głównie z bardzo pozytywnymi recenzjami i niejednokrotnie została uznana za najlepszą w dorobku Peszek. Część dziennikarzy obwołała ją jedną z najlepszych płyt roku, a niektórzy nawet jednym z najlepszych polskich albumów ostatnich lat. Płyta została nominowana do Fryderyka w kategorii "album roku".
Płyta zadebiutowała na 1. miejscu zestawienia OLiS i utrzymała się na szczycie cztery tygodnie z rzędu. Nieco ponad miesiąc po premierze, 7 listopada 2012, oficjalnie uzyskała status platynowej płyty za sprzedaż przekraczającą 30 tysięcy egzemplarzy. Album zajął później 5. miejsce w rankingu ZPAV bestsellerowych płyt 2012 roku w Polsce, a także uplasował się na 4. miejscu listy najlepiej sprzedających się polskich płyt podczas festiwalu TOPtrendy.

## Lista utworów
1. „Ludzie psy” – 3:39 (muzyka – Maria Peszek, Michał "Fox" Król; tekst – Maria Peszek)
2. „Nie ogarniam” – 3:24 (muzyka – Maria Peszek, Michał "Fox" Król; tekst – Maria Peszek)
3. „Wyścigówka” – 2:37 (muzyka – Maria Peszek, Michał "Fox" Król; tekst – Maria Peszek)
4. „Amy” – 4:08 (muzyka – Maria Peszek, Michał "Fox" Król; tekst – Maria Peszek)
5. „Żwir” – 3:36 (muzyka – Maria Peszek, Michał "Fox" Król; tekst – Maria Peszek)
6. „Sorry Polsko” – 3:00 (muzyka – Maria Peszek, Michał "Fox" Król; tekst – Maria Peszek)
7. „Pan nie jest moim pasterzem” – 3:26 (muzyka – Maria Peszek, Michał "Fox" Król; tekst – Maria Peszek)
8. „Pibloktoq” – 4:08 (muzyka – Maria Peszek, Michał "Fox" Król; tekst – Maria Peszek)
9. „Padam” – 3:13 (muzyka – Maria Peszek, Michał "Fox" Król; tekst – Maria Peszek)
10. „Nie wiem czy chcę” – 3:56 (muzyka – Maria Peszek, Michał "Fox" Król; tekst – Maria Peszek)
11. „Szara flaga” – 3:56 (muzyka – Maria Peszek, Michał "Fox" Król; tekst – Maria Peszek)
12. „Zejście awaryjne” – 2:25 (muzyka – Maria Peszek, Michał "Fox" Król; tekst – Maria Peszek)

## Twórcy
Opracowano na podstawie materiału źródłowego:
- Maria Peszek – słowa, śpiew, produkcja muzyczna
- Michał "Fox" Król – produkcja muzyczna, bębny, gitara, bas, pianino, fortepian, organy, fisharmonia, syntezator
- Tomasz Krawczyk – gitara, ukulele
- Dariusz Sprawka – tuba, puzon
- Jakub Staruszkiewicz – bębny
- Pat Stawiński – bas
- Wojciech Traczyk – bas
- Royal String Quartet w składzie:
  - Izabella Szałaj-Zimak – I skrzypce
  - Elwira Przybyłowska – II skrzypce
  - Marek Czech – altówka
  - Michał Pepol – wiolonczela
- Krzysztof Pszona – programowanie waltorni
- Rafał Smoleń – miksowanie
- Richard Dodd – mastering
- Edek – zdjęcia

## Trasa koncertowa
Program koncertów składał się z dwóch części. W pierwszej wykonane zostały kolejno wszystkie utwory z albumu Jezus Maria Peszek, a w drugiej – piosenki z poprzednich płyt oraz cover „Personal Jesus” Depeche Mode. Na późniejszych etapach trasy setlista uległa jednak zmianie. Nagrania z trzech koncertów zagranych jesienią 2013 w Warszawie, Toruniu i Wrocławiu zostały wydane na koncertowej płycie JEZUS is aLIVE w 2014 roku.
| Data                 | Miasto            | Państwo  | Obiekt                             | Źródło |
| -------------------- | ----------------- | -------- | ---------------------------------- | ------ |
| Seria 1              |                   |          |                                    |        |
| 26 października 2012 | Toruń             | Polska   | Klub Studencki Od Nowa             | [ 30 ] |
| 11 listopada 2012    | Szczecin          | Polska   | Słowianin                          | [ 30 ] |
| 16 listopada 2012    | Głogów            | Polska   | Wędzarnia                          | [ 31 ] |
| 17 listopada 2012    | Wrocław           | Polska   | Eter                               | [ 30 ] |
| 18 listopada 2012    | Kraków            | Polska   | Klub Studio                        | [ 30 ] |
| 21 listopada 2012    | Warszawa          | Polska   | Klub „Stodoła”                     | [ 30 ] |
| 22 listopada 2012    | Lublin            | Polska   | Centrum Kultury                    | [ 30 ] |
| 24 listopada 2012    | Poznań            | Polska   | Eskulap                            | [ 30 ] |
| 25 listopada 2012    | Gdańsk            | Polska   | Parlament                          | [ 30 ] |
| 30 listopada 2012    | Rzeszów           | Polska   | Wytwórnia                          | [ 30 ] |
| 1 grudnia 2012       | Łódź              | Polska   | Scenografia                        | [ 30 ] |
| 8 grudnia 2012       | Katowice          | Polska   | Mega Club                          | [ 30 ] |
| Seria 2              |                   |          |                                    |        |
| 13 stycznia 2013     | Tarnowskie Góry   | Polska   | Tarnogórskie Centrum Kultury       | [ 32 ] |
| 3 lutego 2013        | Katowice          | Polska   | Kinoteatr Rialto                   | [ 33 ] |
| 24 lutego 2013       | Kraków            | Polska   | Klub Studio                        | [ 33 ] |
| 7 marca 2013         | Olsztyn           | Polska   | Klub Uniwersytecki Grawitacja      | [ 33 ] |
| 8 marca 2013         | Konin             | Polska   | Oskard                             | [ 33 ] |
| 9 marca 2013         | Warszawa          | Polska   | Och-teatr (2 koncerty)             | [ 33 ] |
| 15 marca 2013        | Białystok         | Polska   | Opera i Filharmonia Podlaska       | [ 34 ] |
| 16 marca 2013        | Ełk               | Polska   | Ełckie Centrum Kultury             | [ 35 ] |
| 22 marca 2013        | Elbląg            | Polska   | Kino Światowid                     | [ 33 ] |
| 23 marca 2013        | Bydgoszcz         | Polska   | Egoist                             | [ 36 ] |
| 24 marca 2013        | Gdańsk            | Polska   | Parlament                          | [ 33 ] |
| 5 kwietnia 2013      | Gliwice           | Polska   | Rock'a Music Club                  | [ 35 ] |
| 7 kwietnia 2013      | Lublin            | Polska   | Filharmonia Lubelska               | [ 35 ] |
| 10 kwietnia 2013     | Warszawa          | Polska   | Och-teatr                          | [ 37 ] |
| 19 kwietnia 2013     | Bytom             | Polska   | Bytomskie Centrum Kultury          | [ 38 ] |
| 26 kwietnia 2013     | Kostrzyn nad Odrą | Polska   | Kręgielnia                         | [ 39 ] |
| 27 kwietnia 2013     | Zielona Góra      | Polska   | Kawon                              | [ 40 ] |
| 3 maja 2013          | Wrocław           | Polska   | Wyspa Słodowa                      | [ 41 ] |
| 7 maja 2013          | Kraków            | Polska   | Klub Studio                        | [ 42 ] |
| 9 maja 2013          | Łódź              | Polska   | Klub Wytwórnia                     | [ 43 ] |
| 16 maja 2013         | Dublin            | Irlandia | Button Factory                     | [ 44 ] |
| 19 maja 2013         | Londyn            | Anglia   | Scala                              | [ 44 ] |
| 21 lipca 2013        | Ostrawa           | Czechy   | Colours of Ostrava                 | [ 45 ] |
| 2 sierpnia 2013      | Kostrzyn nad Odrą | Polska   | Przystanek Woodstock               | [ 46 ] |
| Seria 3              |                   |          |                                    |        |
| 3 października 2013  | Zielona Góra      | Polska   | Kawon                              | [ 47 ] |
| 4 października 2013  | Szczecin          | Polska   | Słowianin                          | [ 47 ] |
| 5 października 2013  | Poznań            | Polska   | Eskulap                            | [ 47 ] |
| 18 października 2013 | Piła              | Polska   | Regionalne Centrum Kultury         | [ 47 ] |
| 19 października 2013 | Bydgoszcz         | Polska   | Estrada                            | [ 47 ] |
| 25 października 2013 | Katowice          | Polska   | Mega Club                          | [ 47 ] |
| 26 października 2013 | Opole             | Polska   | Narodowe Centrum Polskiej Piosenki | [ 47 ] |
| 27 października 2013 | Wrocław           | Polska   | Eter                               | [ 47 ] |
| 10 listopada 2013    | Gdynia            | Polska   | Ucho                               | [ 47 ] |
| 11 listopada 2013    | Toruń             | Polska   | Lizard King                        | [ 47 ] |
| 21 listopada 2013    | Olsztyn           | Polska   | Nowy Andergrant                    | [ 48 ] |
| 22 listopada 2013    | Warszawa          | Polska   | Klub „Stodoła”                     | [ 47 ] |
| Seria 4              |                   |          |                                    |        |
| 14 lutego 2014       | Warszawa          | Polska   | Klub „Stodoła”                     | [ 49 ] |
| 23 lutego 2014       | Wrocław           | Polska   | Alibi                              | [ 49 ] |
| 28 lutego 2014       | Sopot             | Polska   | Scena                              | [ 49 ] |
| 2 marca 2014         | Częstochowa       | Polska   | Rura                               | [ 49 ] |
| 3 marca 2014         | Chorzów           | Polska   | Teatr Rozrywki                     | [ 49 ] |
| 8 marca 2014         | Londyn            | Anglia   | The Forum                          | [ 49 ] |
| 9 marca 2014         | Dublin            | Irlandia | The Helix                          | [ 49 ] |
| Seria 5              |                   |          |                                    |        |
| 18 października 2014 | Warszawa          | Polska   | Och-teatr (2 koncerty)             | [ 50 ] |
| 19 października 2014 | Poznań            | Polska   | Eskulap                            | [ 50 ] |
| 23 października 2014 | Wrocław           | Polska   | Eter                               | [ 50 ] |
| 24 października 2014 | Zielona Góra      | Polska   | Kawon                              | [ 50 ] |
| 26 października 2014 | Gdańsk            | Polska   | Parlament                          | [ 50 ] |
| 14 listopada 2014    | Kraków            | Polska   | Klub Studio                        | [ 50 ] |
| 15 listopada 2014    | Łódź              | Polska   | Wytwórnia                          | [ 50 ] |
| 6 grudnia 2014       | Katowice          | Polska   | Mega Club                          | [ 50 ] |